# Fortunato Depero
Fortunato Depero, né le 30 mars 1892 à Fondo, Trentin, Italie et mort le 29 novembre 1960  à Rovereto, est un peintre italien appartenant au mouvement futuriste. Il est l'un des signataires du manifeste de l'aéropeinture et représentant du soi-disant second futurisme.

## Biographie

### De Rovereto à Rome

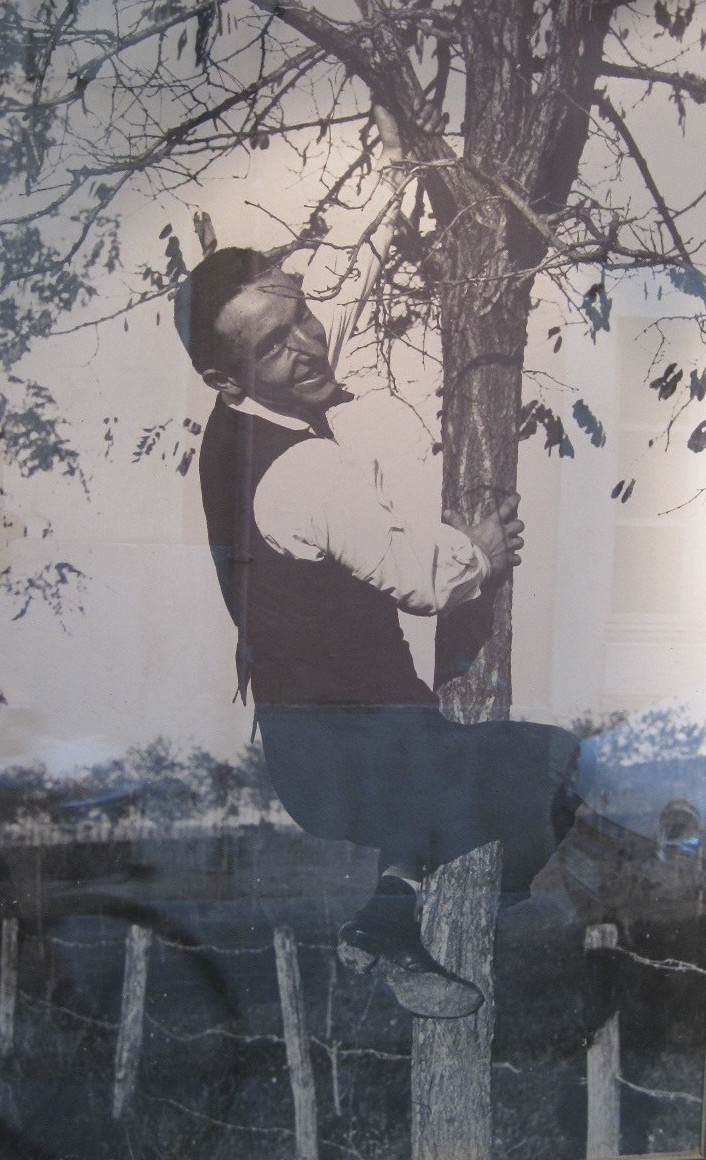
Autoportrait dans un arbre (1915).

Fortunato Depero est né en 1892 à Fondo, dans le Val di Non, de Lorenzo Depero et Virginia Turri, tous deux originaires de la ville de Vigo di Ton. Encore très jeune Depero s'installe à Rovereto (à l'époque les deux villes sont sur le territoire de l'empire d'Autriche-Hongrie). Il étudie à l'école royale Elisabettina, un institut d'art situé à Rovereto, fréquenté par de nombreux artistes qui deviendront plus tard des protagonistes de la scène culturelle italienne du XXe siècle.
Ce sont des années difficiles pour la ville de Rovereto, car même sous domination autrichienne, il existe de nombreux mouvements irrédentistes qui souhaitent son annexion à l'Italie. En 1908, Fortunato tente de s'inscrire à l'Académie des Beaux-Arts de Vienne, mais n'est pas admis. Il part en 1910 travailler à Turin comme décorateur à l'Exposition universelle de 1911. De retour à Rovereto, il travaille pour un marbrier et s'occupe des pierres tombales. Depero est très attiré par la sculpture, qui caractérisera ses futurs travaux. Cette passion pour les arts plastiques se retrouvera dans sa peinture, « écrasante », volumétrique et figée. A cet égard, il convient de rappeler qu'au début, il se présente comme un sculpteur.
Il expose quelques-unes de ses œuvres à deux reprises à la librairie Giovannini, en 1911 et en 1913. Toujours en 1913, il publie son premier livre, Spezzature, un ensemble de poèmes et de pensées accompagnés de dessins. C'est lors d'un voyage à Florence en 1913 qu'il découvre un exemplaire du journal Lacerba et un article de l'un des fondateurs du mouvement futuriste, Filippo Tommaso Marinetti. En décembre 1913, il est frappé par l'exposition d'Umberto Boccioni à Rome, où il rencontre nombre de ses « idoles », dont Giacomo Balla et Filippo Tommaso Marinetti. Par l'intermédiaire du galeriste Sprovieri, il parvient à exposer, également à Rome, à l'« Exposition gratuite futuriste internationale » au printemps 1914 où il rivalise avec des noms prestigieux.
Plus tard, il retourne dans le Trentin pour monter une exposition à Trente, mais informé du déclenchement de la Première Guerre mondiale, il s'installe alors à Rome. Il devient l'élève de Giacomo Balla et parvient à entrer dans le cercle du premier groupe futuriste.
En 1915, Fortunato Depero publie avec son ami Giacomo Balla un manifeste intitulé Reconstruction futuriste de l'univers, qui devint plus tard fondamental. Balla et Depero se proclament abstractionnistes futuristes et vantent un univers joyeux, « très coloré et très lumineux ». Il cherche l'équivalent abstrait de toutes les formes et éléments de l'univers. Le but est de rendre l'univers « plus joyeux » à travers une recréation intégrale.
Les éléments caractéristiques de son œuvre sont les mannequins peints de couleurs émaillées et ressemblant à des automates.
L'adhésion de Depero au futurisme n'était pas inconditionnelle. Par exemple, dès le début, il prend une position critique contre la volonté de Boccioni de « refaire l'histoire ». Au contraire, il est beaucoup plus proche des conceptions de son professeur Balla, le considérant comme le pionnier des recherches approfondies sur la genèse et la structure fonctionnelle de la forme. Cette recherche sera ensuite menée par Depero de manière très discrète au sein du groupe futuriste, identifiant et clarifiant analytiquement la relation entre le futurisme et d'autres courants artistiques qui ne sont pas (évidemment) le cubisme, en particulier le dadaïsme de Marcel Duchamp.
D'un autre côté, paradoxalement, Depero est plus futuriste que les futuristes eux-mêmes. Conventionnellement, on a tendance à le définir comme « un peintre du second futurisme ». Le terme « second futurisme » est introduit par Enrico Crispolti à la fin des années 1950 : le « premier futurisme » est le « futurisme héroïque », ou le noyau historique de 1909-1916, le second futurisme est le suivant, celui de Depero. La ligne de partage est représentée par le décès pendant la Première Guerre mondiale d'Umberto Boccioni, d'Antonio Sant'Elia et de Carlo Erba. En vérité, cette division a été utilisée par de nombreux critiques et historiens de l'art pour un contraste idéologique plutôt que stylistique : les artistes d'origine anarchiste et socialiste appartenaient au premier futurisme ; les artistes fascistes et profascistes appartenaient au second futurisme.
Mais, au-delà, il y a aussi une réelle différence dans l'approche du futurisme par rapport à ce qui est professé dans ses manifestes : si le premier futurisme vise à « faire vivre l'art », il reste enfermé dans les galeries et les musées (à l'exception des « soirées futuristes ») et se limite à s'exprimer à travers les arts rois comme la peinture et la sculpture. Le second futurisme, en revanche, à partir de la Reconstruction futuriste de l'univers de Balla et Depero, est véritablement entré dans la vie quotidienne des gens, et ce grâce à la publicité, l'ameublement, les productions théâtrales, la mode, l'architecture, l'art postal, etc..
Toujours en 1915, Depero participe à des mouvements irrédentistes et part pour le front. Mais il tombe malade, et est donc réformé. À la suite de ces expériences traumatisantes, il dessine quelques encres sur le thème de la guerre, dont Il mitragliere.

### Théâtre d'avant-garde et maison d'art

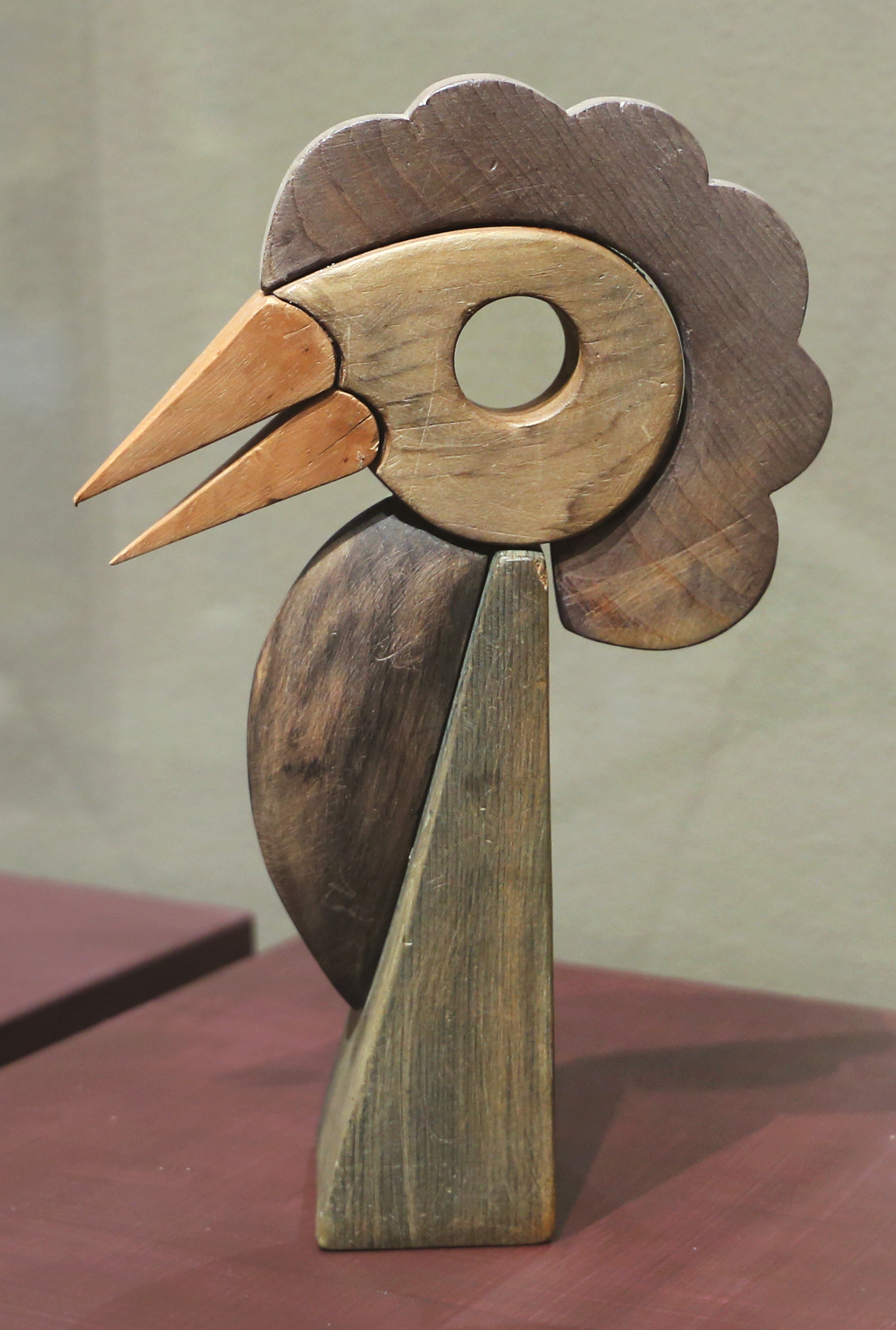
Jouet perruche, 1917 (fond. sergio poggianella).

De retour de la guerre, Depero prépare une exposition en 1916. Ses œuvres, bien qu'influencées par Giacomo Balla, accordent une plus grande importance à la pulsion plastique. Il commence également à composer des chansons « bruyantes » et crée « l'onomalingua », qu'il définit comme « la verbalisation abstraite ». C'est une langue poétique de dérivation « bruyante », liée à l'usage onomatopéique des phonèmes et destinée à l'usage scénique, qui sera suivie en 1927 par les « radio lyrics », où s'encartent de telles compositions onomatopéiques.
En 1916, Umberto Boccioni écrit sur Depero dans la revue Gli Avvenimenti.
À la fin de l'année, il rencontre l'impresario des célèbres « Ballets russes », Serge de Diaghilev, qui visite l'atelier avec le peintre Michel Larionov et le chorégraphe et danseur Léonide Massine et lui commande la création de scènes et de costumes pour « Il canto dell'usignolo », sur une musique de Igor Stravinsky, qui ne se réalisera cependant jamais car Depero doit aussi aider Pablo Picasso pour les costumes de Parade.
En 1917, il rencontre le poète suisse Gilbert Clavel, avec qui il noue une relation d'amitié et de travail. Invité de sa villa-tour de Positano, il illustre pour Clavel un de ses livres (Un istituto per suicidi) de dessins à mi-chemin entre futurisme et expressionnisme. Plus tard, avec Clavel, il réalise le Plastic Theatre, joué par des marionnettes, appelé « Plastic Balls ». Le spectacle, bien que présenté au Teatro dei Piccoli, à Rome le 15 avril 1918, est une œuvre d'avant-garde, tant pour l'innovation de l'élimination des acteurs-danseurs que pour la musique d'avant-garde composée par Béla Bartók, Gian Francesco Malipiero et autres.
C'est également lors de son séjour à Capri qu'il crée ses premières « tapisseries » futuristes, en réalité des mosaïques de tissus colorés. Ce sont les premiers exemples de la transmigration de ses inventions théâtrales. En effet, ses automates et marionnettes deviendront un leitmotiv, non seulement sur les toiles mais aussi dans ses peintures, et ce motif dominant dessinera ce qu'on peut aujourd'hui définir comme « le style Depero ».
Après cette expérience théâtrale, Depero ne reviendra plus sur la voie expérimentale toujours suivie par Balla, mais changera de trajectoire par rapport aux formulations souvent utopiques proposées par la « Reconstruction futuriste de l'univers ». La Reconstruction envisage le dépassement de la peinture et de la sculpture pour « reconcevoir » et « remodeler » chaque domaine de la vie humaine de manière futuriste. Cependant, pour Depero, pragmatique, ce programme n'est réalisable qu'à condition de prendre en compte les possibilités réelles d'application et le marché. Une Reconstruction n'est pas possible si l'on reste à nouveau enfermé dans les galeries et les musées ou si l'on se limite à des exercices expérimentaux. Pour faire entrer l'idée futuriste dans la vie quotidienne des gens, il est nécessaire d'utiliser les arts appliqués. C'est précisément de cette conviction que vont naître en Italie, à partir de 1918, les soi-disant « Maisons d'art futuriste » : à Rome celles d'Enrico Prampolini, d'Anton Giulio Bragaglia et de son frère Carlo Ludovico, Roberto Melli ; à Bologne celle de Tato ; à Palerme celle de Pippo Rizzo, et à Rovereto celle de Depero, qui verra cependant le jour plus tard que les autres en raison des divers engagements de l'artiste.
Après un séjour à Viareggio en 1918, Depero expose à Milan en 1919, à la galerie Moretti, où Filippo Tommaso Marinetti rassemble le meilleur du futurisme d'après-guerre pour relancer le mouvement.
Et après un long moment, Depero retourne également à Rovereto, la trouvant détruite par la guerre. En 1919, il y fonde sa propre Maison de l'art futuriste, spécialisée dans la production de jouets, de tapisseries et de meubles de style futuriste, où il réalise des affiches publicitaires, des meubles et autres qui serviront à meubler la maison moderne. Il prend soin de s'essayer à la conception d'objets qui ont une réelle utilité tout en étant caractérisés esthétiquement. L'un des grands problèmes des maisons d'art futuristes, en effet, est que souvent des objets avant-gardistes mais inutilisables en sortent.
À cette époque également, il crée des peintures à l'atmosphère métaphysique, qui démontrent, une fois de plus, comment il adhère davantage aux idéaux futuristes qu'au style du mouvement.

### Les années vingt et la publicité

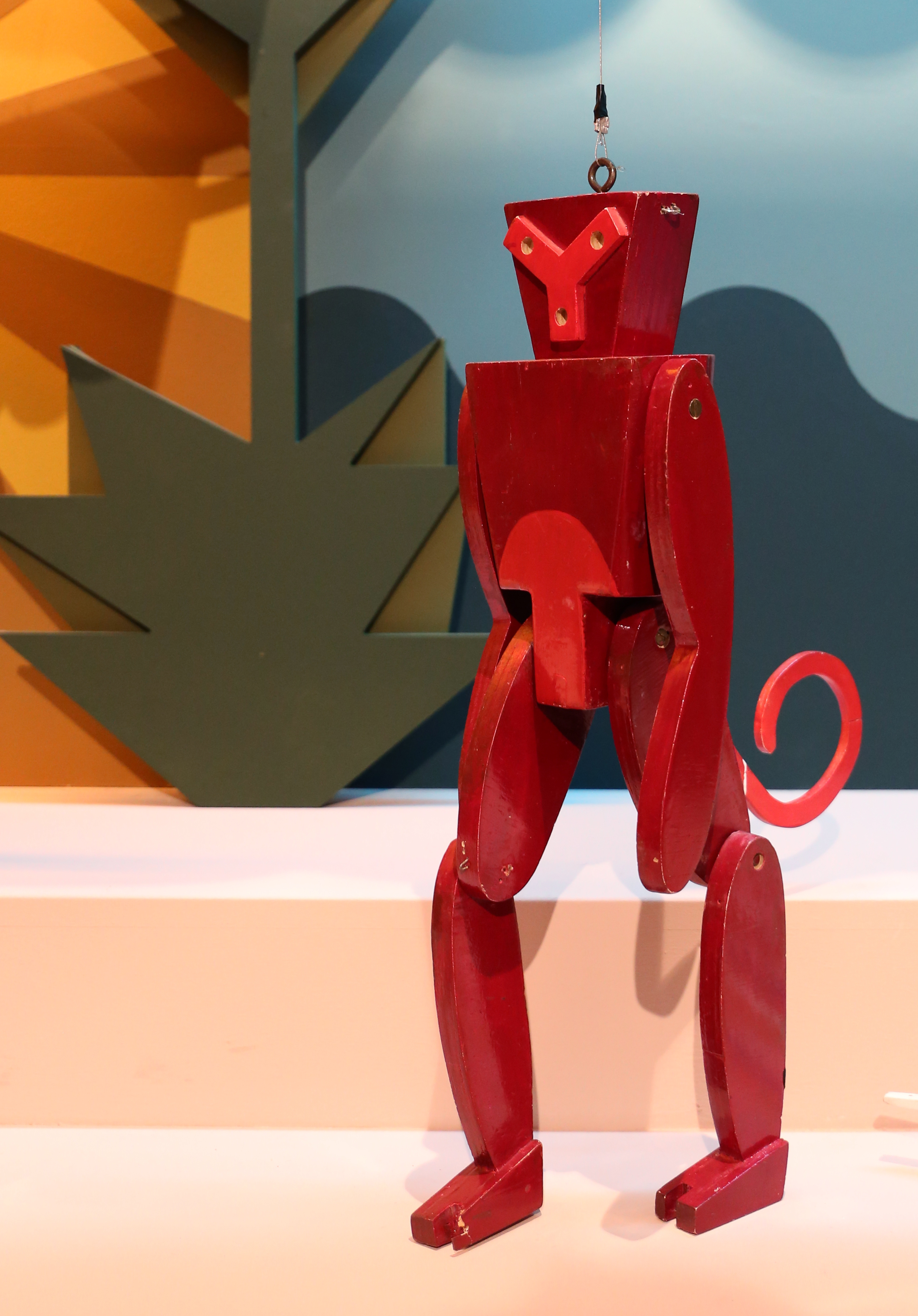
Marionnette de danses plastiques, 1918

Les commandes les plus importantes de Depero pour Umberto Notari, directeur de l'Ambrosiano et de l'agence de publicité « Le 3 I » remontent à 1920 : une série d'affiches et deux grandes tapisseries. En 1921, il expose dans une exposition personnelle à Milan, qui est ensuite transférée à Rome, où il commence les préparatifs du Cabaret del diavolo. En 1922, c'est au tour du Winter Club de Turin, une exposition publicitaire qui utilise pour la première fois le lancement de flyers depuis l'avion de l'ami futuriste Fedele Azari.
En 1923, il participe à la 1re Biennale des arts décoratifs de l'ISIA à Monza. À Rovereto, également en 1923, ont lieu deux veillées futuristes, où toute la maison d’art est redécorée, qui paraîtra ensuite dans le magazine Rovente futurista (nn. 7-8, mai 1923).

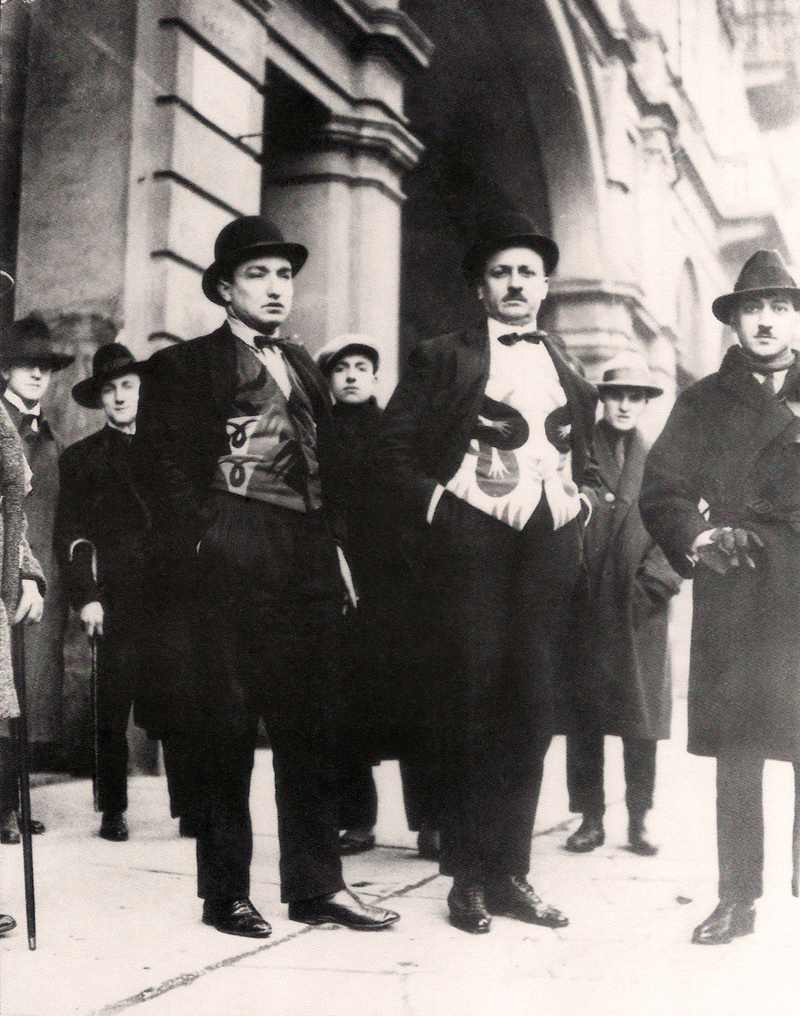
Au premier rang : Depero, Marinetti et Cangiullo dans leurs gilets futuristes. Photographie prise le 14 janvier 1924, à l'occasion de la rediffusion du spectacle de la Compagnia del Nuovo Teatro Futurista à Turin.

En 1924, à Milan, il met en scène le ballet mécanique Anihccam del 3000, reproduit dans vingt autres villes italiennes. C'est à cette époque qu'il réalise les célèbres gilets futuristes, portés par les principaux représentants du mouvement. La même année, il collabore au catalogue de l'entrepreneur de Forlì Giuseppe Verzocchi Veni vd vici avec trois tables futuristes.
En 1925, il participe avec Balla et Prampolini, dans une salle consacrée au futurisme, à l'Exposition internationale des arts décoratifs et industriels modernes de Paris. Cette exposition est très importante pour Depero, car elle lui donne l'occasion de rencontrer de nombreux exposants qui lui feront tenter la carte américaine. Après une exposition personnelle à Paris, il expose à New York, où il est l'invité pour une courte période du peintre italien Lucillo Grassi, à Boston et à Chicago. Enfin il est à Venise, à la Biennale de 1926, où il expose un premier « tableau publicitaire » (et non pas une affiche), Squisito al selz dédié au Commendatore Campari, qui marque le début d'un partenariat professionnel avec la célèbre société d'alcools et l'union de l'art et de la publicité, notamment toujours avec la société Campari pour laquelle il dessine, entre autres, la bouteille du Campari Soda.
1927 est une année cruciale pour Depero. Avec le soutien fondamental de son ami, agent et éditeur Fedele Azari (Dinamo-Azari) de Milan, il crée la monographie Depero futurista 1913-1927, également connue sous le nom de Libro imbullonato. Depero futurista est une publication aux objectifs multiples : tout d'abord commercial, un livre dans le but de promouvoir et de documenter l'œuvre de Depero, en le légitimant en tant qu'artiste ; dans le même temps, Depero futurista agit également comme un portefeuille relatif à une période spécifique (1913-1927) à donner à d'hypothétiques clients et agences de publicité ; enfin, avec son livre, Depero crée consciemment un livre d'artiste pionnier, une œuvre d'art sous la forme d'une publication papier. Le Depero futurista célèbre son auteur, l'artiste, le graphiste publicitaire et l'artisan, dans une union définie comme « fusion totale » par Giacomo Balla et Depero lui-même dans leur manifeste de 1915 Reconstruction futuriste de l'univers. Le volume est créé avec la technique d'impression à caractères mobiles par la typographie Mercurio de Rovereto avec la collaboration et la supervision de Fortunato Depero, avec des phrases et des mots disposés de manière expérimentale et inhabituelle pour les normes typographiques de l'époque, et avec le papier des pages de différents types, poids et couleurs, le tout maintenu grâce à deux gros boulons mécaniques.
Depero est également présent à la III Exposition Internationale d'Art Décoratif de Monza au Pavillon de l'Impression (ou Pavillon du Livre) pour les éditeurs Bestetti Edizioni d'arte, Tumminelli et Treves,. Il participe aussi à la Quadriennale de Turin, à l'exposition Futuristes de Milan et monte une exposition personnelle à Messine.
Entre 1924 et 1928, Depero travaille avec de nombreuses entreprises, dont Alberti (producteur de Liquore Strega), Schering (Veramon), Bernocchi et le susmentionné Campari, réalisant des centaines de propositions publicitaires pour ce dernier. Il convient de noter que la relation que Depero entretient avec la publicité est particulière. Si en général la publicité est mal vue par les futuristes, et de fait considérée comme « un nouvel art du monde moderne », Depero est celui qui la soutient avec le plus d'engagement au point de devenir l'affiche publicitaire la plus autorisée parmi les futuristes. Quelques années plus tard, il trouvera le moyen d'exposer son point de vue sur le sujet dans le Manifeste de l'art publicitaire. Il conçoit la publicité comme une véritable forme d'art « vivante, multipliée, non isolée et non enterrée dans les musées ».

### New York
De 1928 à 1930, poussé par les expériences triomphales décrites par ses collègues, Depero s'installe à New York avec sa femme Rosetta. Il découvre avec fascination la naissance des gratte-ciels. Il y collabore à des revues artistiques, dont la revue Emporium en décembre 1927. Jusqu'en 1930 ses travaux n'ont pas de succès. La ville est encore sous le choc des effets du krach de Wall Street, de sorte que ses peintures ne se vendent pas. En tant qu'invité d'un ami, il travaille sans relâche dans l'espoir de pouvoir se constituer une bonne clientèle. Il tente d'exporter l'idée de la Rovereto Futurist Art House (qui à New York prendra le nom de Depero's Futurist House), sa première entreprise commerciale, qui ferme ses portes après à peine deux mois d'activité. Il organise des expositions de peinture, crée des publicités, conçoit des intérieurs de restaurants, crée des costumes et des chorégraphies pour le théâtre, conçoit des couvertures de magazines. Plus généralement, il mène une activité multiforme qui s'inscrit parfaitement dans ce qui a été théorisé depuis l'époque de la rédaction du manifeste pour la « reconstruction futuriste de l'univers ».
1928 a vu Depero déménager à New York. De cette année à 1930,
Au début de 1929, l'année de la Grande Dépression, Depero organise sa première exposition personnelle de peinture à la Guarino Gallery of Contemporary Italian Art. Le catalogue est rigoureusement paginé selon les critères également adoptés par d'autres représentants de l'avant-garde : texte sans ponctuation et écrit uniquement en minuscules. Cependant, les œuvres pour le théâtre sont plus rentables, mais encore plus celles pour la publicité. Depero a l'occasion de retrouver à New York un vieil ami, Léonide Massine, qui lui présente Léon Leonidoff, directeur artistique du Roxy Theater. Il entame alors une collaboration avec le théâtre. Il est chargé des couvertures pour des magazines importants tels que Vanity Fair, Vogue, Sparks, The New Auto Atlas, The New Yorker, Dance Magazine et Movie Makers, et a l'occasion de créer des publicités pour des entreprises telles que les grands magasins Macy's. Il rénove également deux restaurants : Enrico & Paglieri et Lo Zucca, qui sont ensuite démolis pour faire place au Rockefeller Center. Il construit une maison sur la 23e rue. En octobre 1929, il organise une exposition d'œuvres publicitaires à l'Advertising Club. Grâce à cette initiative, il est coopté par BBDO, l'une des agences de publicité les plus importantes au monde, pour créer la campagne American Lead Pencil Company.

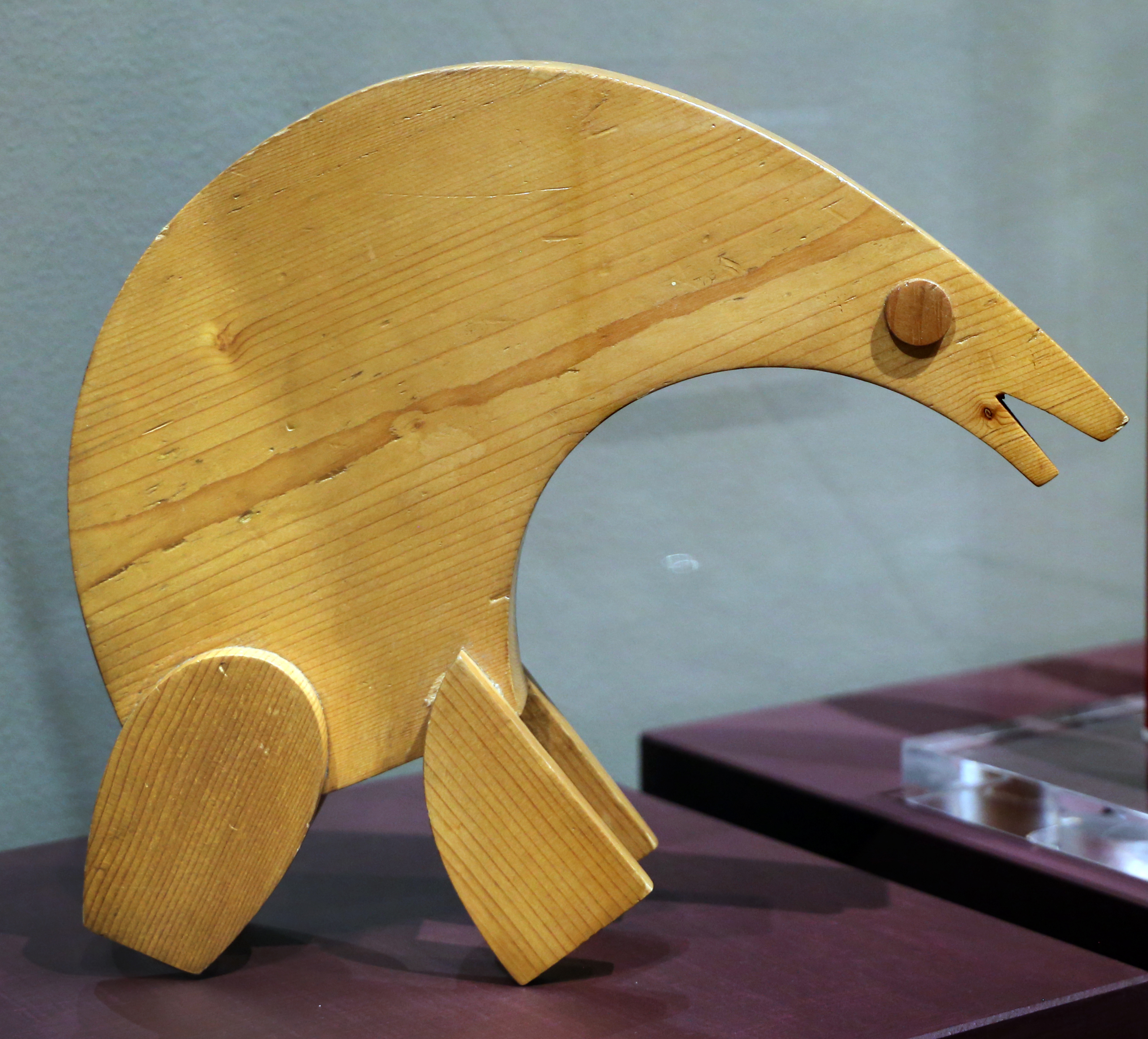
Ours, 1923.

D'un point de vue purement stylistique, tant du côté du graphisme publicitaire que du côté de la création des couvertures, Depero reste substantiellement fidèle à sa méthode de revue iconographique continue d'idées déjà largement testées chez lui. Les personnages de ses œuvres sont presque toujours des marionnettes, issues du monde du théâtre. La composition graphique des pages est presque toujours confiée à un certain diagonalisme, expédient capable de donner du dynamisme à la composition elle-même. La figure géométrique par excellence est le parallélépipède. Lumières et couleurs sont jouées sur des contrastes forts, avec une prédilection dans l'utilisation du blanc, du noir et du rouge pour renforcer les valeurs bicolores. Malgré une construction figurative soignée, Depero manque cependant d'attention à la partie écrite, bien que ce type d'approche du graphisme s'apparente à celle du constructivisme russe. Plus généralement il n'est pas possible de considérer Depero comme un innovateur du graphisme de son temps, comme l'était par exemple Cassandre, mais nul doute que son approche agressive, son signe fort et son iconographie influenceront une certaine partie du graphisme publicitaire ultérieur.
En tout cas, l'expérience américaine représentera un avantage sur ses autres collègues, qui n'ont jamais quitté l'Italie, dans ce que l'on peut définir comme un processus de « dé-provincialisation ».
Il cosigne en 1929 le manifeste de l'aéropeinture futuriste (Manifesto dell'Aeropittura futurista) avec Marinetti, Balla, Prampolini, Dottori, Benedetta Cappa, Fillia, Guglielmo Sansoni dit Tato et Mino Somenzi pour sa publication dans la Gazzetta del popolo du 22 septembre 1929, dans l'article intitulé Prospettive di volo.

### Fascisme

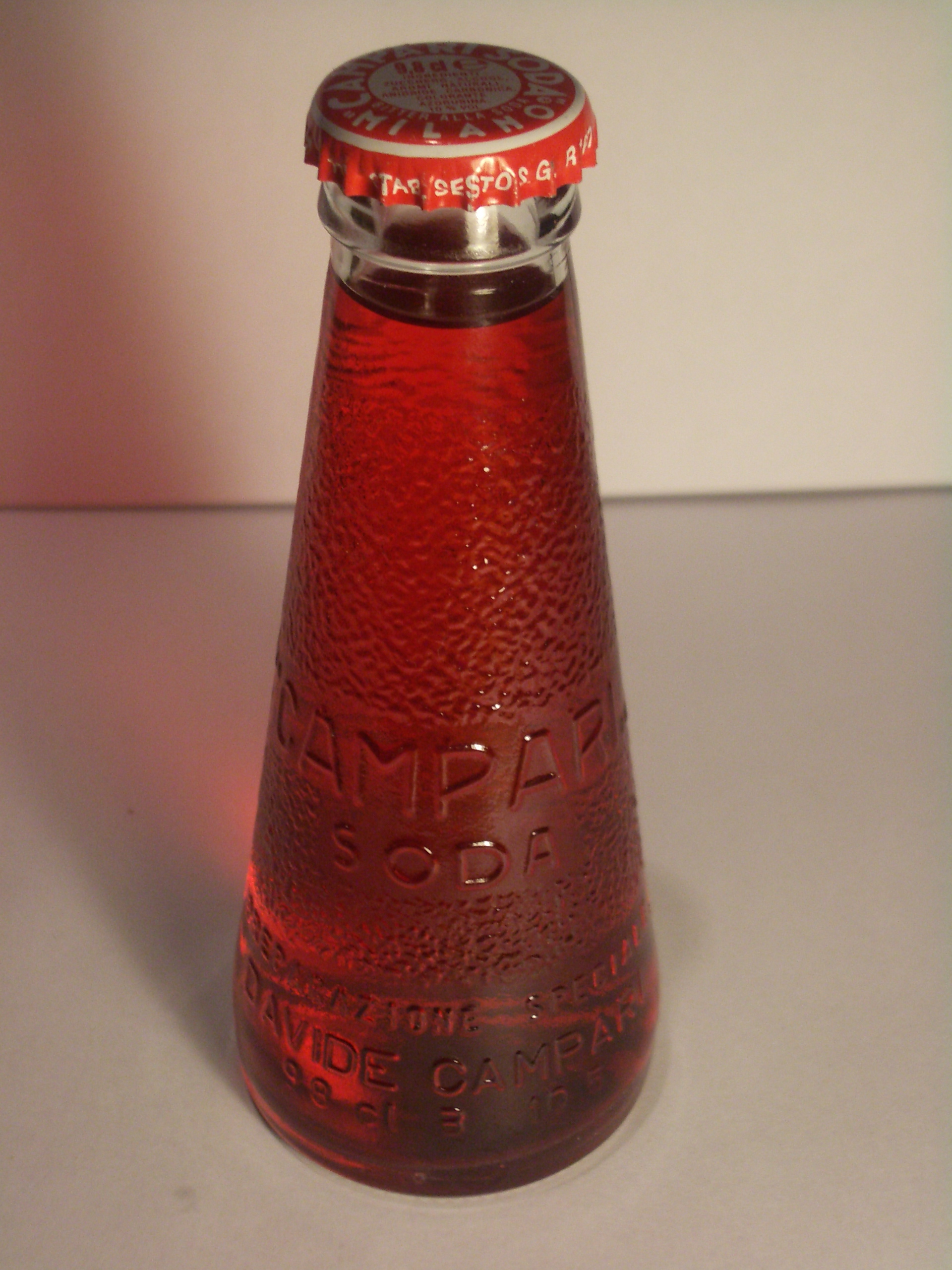
La bouteille de Campari Soda, conçue par Depero en 1932.

Quittant l'Amérique en pleine récession économique, Fortunato Depero rentre en Italie en 1930 et expose avec le groupe futuriste à la Ière Quadriennale de Rome de Rome. Il se retrouve aux prises avec un nouveau cours du Futurisme : l'Aéropeinture. L'année précédente, il avait déjà signé le manifeste plus par fidélité à Filippo Tommaso Marinetti que par réelle conviction. Depero est une personne « terre à terre », et pas du tout fascinée par les avions et les nuages (le vol de 1922 avec Azari a été déterminant : il a été utilisé pour faire de la publicité). Maintenant son point d'observation est paradoxalement plus élevé que celui qui pouvait être atteint avec des avions futuristes : il a été dans la ville de New York et a touché « ce » futur seulement envisagé et théorisé par les futuristes italiens : bâtiments qui touchent le ciel, enchevêtrements de routes, rues surélevées et souterraines, tout est déjà fait.
Malheureusement, le sentiment que cette expérience laisse à Depero n'est pas celui de la qualité de vie « ensoleillée » et positive dont rêvent les futuristes, mais plutôt celui d'une sorte de « babel grouillant de sauterelles ». Et ce sera précisément cette désillusion qui le conduira, dans les années à venir, à se réfugier de plus en plus dans le concret et les valeurs de la nature. Ce changement de cap est reconnaissable tant sur le plan stylistique que thématique : il conduit à un abandon progressif des couleurs chaudes et de la diagonalité au profit des couleurs froides et de l'orthogonalité, et à la disparition des lutins et des marionnettes au profit des motifs et personnages repris du folklore italique.
Au début des années 1930, Depero travaille pour divers journaux: L'illustrazione italiana, Il Secolo Illustrato, Lo Sera.
En 1931, il publie le Futuriste « Manifeste de l'art publicitaire » déjà en projet à New York en 1929. Selon Depero, l'image publicitaire doit être rapide, concise, fascinante, avec de grands aplats de couleur, afin d'augmenter le dynamisme de la communication.
En 1932, il expose d'abord dans une salle personnelle à la XVIII Biennale de Venise, puis à la Ve Triennale de Milan. A Rovereto, il publie un magazine, Dinamo Futurista, dont seuls cinq numéros sortiront en 1933. Plus tard, en 1934, la Radio Lyric, qu'il déclame également à l'EIAR (la Rai de l'époque). En 1934, il participe à l'Exposition plastique murale de Gênes et en 1936, à nouveau à la Biennale de Venise.
De là, il se retire de plus en plus dans le Trentin. Les participations aux activités (aéro)futuristes officielles se font de plus en plus rares : cela implique d'une part sa marginalisation progressive du mouvement, mais d'autre part de le transformer en une figure quasi légendaire. Nombreux seront les futuristes de la « troisième génération » à faire un « pèlerinage » à Rovereto, à lui rendre hommage ou à l'impliquer dans une initiative. Dans tous les cas, son isolement l'éloignera également d'une importante source de revenus : la publicité. Une publicité qui, soit dit en passant, dans ces années-là évolue dans des directions qui ne conviennent plus à ses elfes colorés. Les principaux clients de Depero sont donc devenus des entreprises, des secrétariats de partis, de grands hôtels, des administrations publiques, des industries locales. Les œuvres demandées sont éminemment didactiques, de propagande ou décoratives.
Vers la seconde moitié des années trente, en raison de l'austérité provoquée par la politique d'autarcie, il participe à la relance du buxus, un matériau économique à base de cellulose capable de remplacer le bois des placages, breveté et produit par Cartiere Bosso. Grâce à ce travail, il parvient à trouver sa propre veine créative, créant toute une série d'objets avec ce matériau.
En 1940, il publie son Autobiographie. En 1942, il crée une grande mosaïque pour l'E42 de Rome, tandis qu'en 1943 avec A Passo Romano, il tente de démontrer son alignement substantiel avec le fascisme également pour obtenir des œuvres et des commandes. Puis, avec le début des bombardements aériens sur les villes, il se retire dans son ermitage de montagne, à Serrada di Folgaria, mettant définitivement fin à l'expérience de la Maison d'Art Futuriste de Rovereto.
Après la guerre, dans une tentative de se justifier face au nouvel ordre de l'État italien pour son livre ouvertement fasciste, il affirme qu'eux, les futuristes, croyaient fermement que le fascisme matérialiserait le triomphe du futurisme, et qu'il avait besoin de « manger ».
En 1947, en partie parrainé par Cartiere Bosso, il tente à nouveau la carte de l'Amérique, mais la trouve hostile au futurisme car considéré comme l'art du fascisme. L'une de ses réalisations lors de son deuxième séjour aux États-Unis est la publication de So I Think, So I Paint, une traduction de son autobiographie initialement publiée en 1940 : Fortunato Depero nelle opere e nella vita (littéralement, Fortunato Depero, ses œuvres et sa vie). De l'hiver 1947 à la fin octobre 1949, Depero vit dans un cottage à New Milford (Connecticut), se relaxant et poursuivant ses projets de longue date d'ouvrir un musée. Son hôte est William Hillman, un associé du président de l'époque, Harry S. Truman. En 1949, il rentre en Italie et, bien que désabusé et désormais sexagénaire, il ne compte pas s'arrêter : il participe d'abord à une exposition à Milan, puis à une autre à Venise.

### Dernières années
Au cours des années 50, Depero rejoint le projet de la collection Verzocchi sur le thème du travail, en envoyant, en plus d'un autoportrait, l'œuvre Tour et cadre. La collection Verzocchi est actuellement conservée à la pinacothèque de Forlì. À cette époque, il correspond avec de nombreux autres artistes et avec des admirateurs comme Eraldo Di Vita, aujourd'hui critique d'art à Milan. En 1951, il lance son manifeste sur l'art nucléaire. Entre 1953 et 1956, il installe, meuble et décore la chambre du conseil de la province autonome de Trente. Entre-temps, en 1955, il entre en polémique avec la Biennale de Venise, accusée de le censurer et ainsi que le futurisme après 1916 (l'année de la mort de Boccioni), publiant une citation (Antibiennale) où il interpelle et anticipe ce que sera la tendances de la critique du futurisme pendant de nombreuses années par la suite.

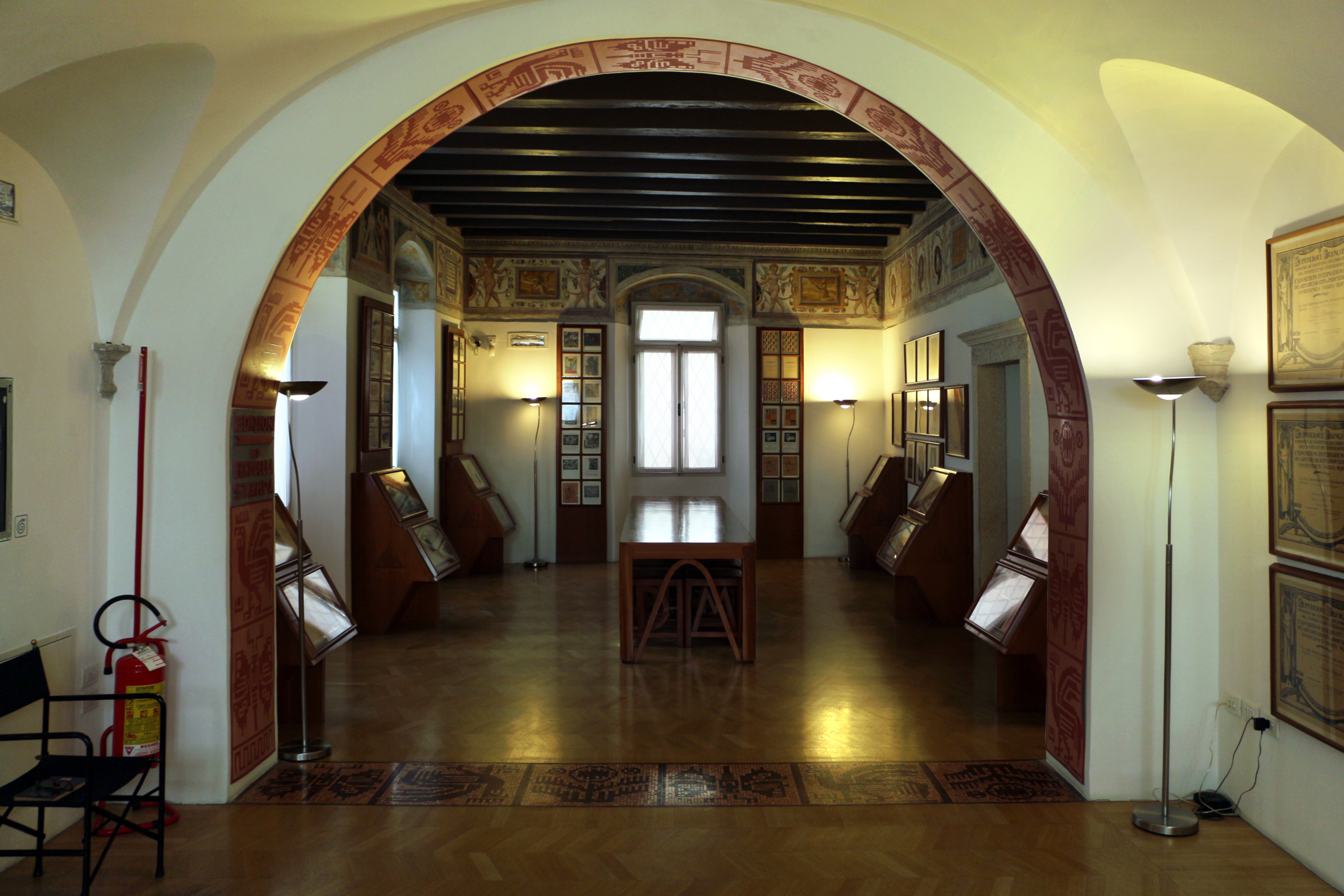
Musée Depero, salle des échos de presse.

En 1957, il commence à créer le musée Depero dédié à ses œuvres à Rovereto. Il sera inauguré deux ans plus tard, en 1959.
Fortunato Depero décède à Rovereto le 29 novembre 1960 à l'âge de 68 ans, après avoir été atteint de diabète et avoir passé les deux dernières années incapables de peindre en raison d'une hémiparésie.
Le 17 janvier 2009, après une longue restauration par Arch. Renato Rizzi, le musée Depero rouvre en tant que Mart. A l'intérieur se trouvent quelques-unes des œuvres majeures de Fortunato Depero. Il est le seul musée d'Italie dédié au mouvement futuriste, contenant 3 000 objets. Un certain nombre d'artistes, de penseurs et d'architectes importants ont travaillé sur la Casa avec Depero, en particulier ceux qui étaient de la région, dont Fausto Melotti, Gino Pollini et Carlo Belli.
Les archives de Depero, composées d'écrits autographiés, de correspondance, de croquis, de photographies et de coupures de presse, sont conservées dans les archives '900 du Mart.

## Techniques

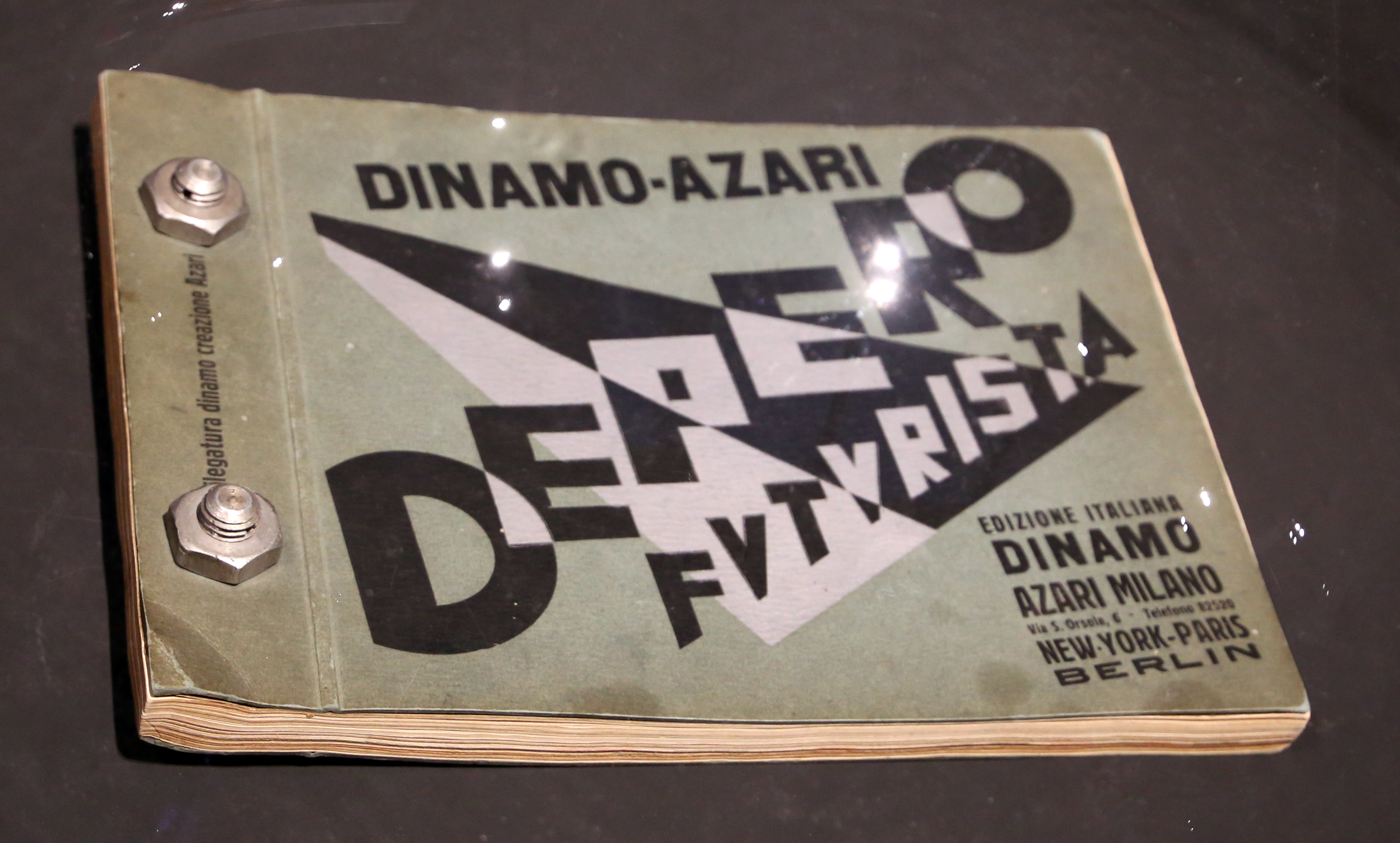
Livre boulonné futuriste de Depero, pour dinamo-Azari, 1927.

Depero a d'abord peint des croquis réalisés plus tard avec des matériaux pauvres (fils métalliques, verre, carton, papier de soie) qui contiennent le rêve d'une œuvre d'art totale, capable d'intégrer tous les langages de la recherche artistique, de la peinture à la sculpture, en passant par la musique, à l'architecture. Réalisés avec des mécanismes capables de les faire bouger, les complexes plastiques partent des théories exprimées dans le manifeste Reconstruction futuriste de l'univers, puis s'imprègnent de la mode et commencent à utiliser des tissus imprimés d'art optique, à base de treillis géométriques noirs et blancs, ou du pop art, avec des couleurs vives pour produire ses « gilets ».
Les conceptions et les œuvres d'art de Depero réalisées pour la publicité sont principalement monochromes ou utilisent une couleur d'accompagnement pour mettre en valeur le texte. Ses créations en couleur suivent des schémas de couleurs futuristes comprenant du rouge, du marron, de l'ocre et des accents occasionnels de bleu vif ou d'aqua.

## Écrits
- So I think, so I paint: Ideologies of an Italian self-made painter, Mutilati e Invalidi, Trento, 1947 ASIN: B0007JG8YG

## Rétrospectives
En 1965, une rétrospective lui est consacrée dans le cadre de la IX Quadriennale Nationale d'Art de Rome. À partir du tout début des années soixante-dix commence sa réhabilitation, mais seulement ces dernières années, à la suite également de la remise en cause du soi-disant « second futurisme », pro-fasciste et considéré moins que le premier futurisme, la valeur globale de son travail est mieux compris.
Du 22 février au 28 juin 2014, le Centre d'art moderne italien de New York a exposé l'œuvre de Depero qui dialogue avec Dada et la peinture métaphysique, l'Esprit nouveau et l'Art déco.